# Хуан Шипин
Хуа́н Шипи́н (кит. упр. 黄世平, пиньинь Huáng Shìpíng, р.24 февраля 1963) — китайский стрелок, призёр Олимпийских игр.

## Биография
Хуан Шипин родился в 1963 году в уезде Гутянь Специального района Миньхоу провинции Фуцзянь. В 1983 году стал 4-м на Спартакиаде народов КНР. В 1984 году на Олимпийских играх в Лос-Анджелесе завоевал бронзовую медаль в стрельбе из малокалиберной винтовки по движущейся мишени с 50 м, а в 1988 году на Олимпийских играх в Сеуле завоевал в этом виде уже серебряную медаль. В 1990 году на Азиатских играх в Пекине завоевал три золотые медали.